# Trzydnik Duży (Kraśnik)
Pour les articles homonymes, voir Trzydnik Duży.
Trzydnik Duży (prononciation : [ʂasˈtarka]) est un village polonais de la gmina de Trzydnik Duży dans le powiat de Kraśnik de la voïvodie de Lublin dans l'est de la Pologne.
Le village est le siège administratif (chef-lieu) de la gmina appelée gmina de Trzydnik Duży .
Il se situe à environ 9 kilomètres au sud-ouest de Kraśnik (siège du powiat) et 53 kilomètres au sud-ouest de Lublin (capitale de la voïvodie).

## Histoire
De 1975 à 1998, le village est attaché administrativement à la voïvodie de Tarnobrzeg.

Depuis 1999, il fait partie de la voïvodie de Lublin.